# 안토니오 비오스카
안토니오 비오스카 페레스(스페인어: Antonio Biosca Pérez, 1948년 12월 8일, 안달루시아 주 알메리아 ~)는 스페인의 전직 축구 선수로, 현역 시절 수비수로 활약했다.
그는 베티스 소속으로 10년에 걸처 220번의 라 리가 경기에 출전해 8골을 기록했고, 1978년 월드컵에 스페인 국가대표팀 일원으로 참가했다.

## 클럽 경력
비오스카는 안달루시아 주 알메리아 출신으로, 칼보 소텔로가 세군다 디비시온에 있던 1968-69 시즌에 1군 신고식을 치러 간헐적으로 출전했다. 그 후 1971년 여름에 라 리가의 베티스로 이적하여 1-3으로 패한 코르도바와의 1971년 11월 28일 원정 경기에 처음 출전했고, 1년차에 17경기 출전(15경기 선발)의 성과를 냈지만, 이듬해에는 1부 리그에서 강등되었다.
1974년부터 1978년까지, 비오스카는 최소 30번의 녹백 군단 리그 경기에 출전했고, 1976-77 시즌에는 코파 델 레이 우승을 거두었지만, 이듬해에는 소속 구단이 강등되었다. 그는 1983년 6월에 거의 34세가 되어 은퇴를 선언했고, 세비야에 계속 거주했지만, 축구계와 연을 끊고 지냈다.

## 국가대표팀 경력
비오스카는 1978년에 스페인 국가대표팀 경기에 3번 출전했고, 그 해 월드컵 본선 무대에 참가했다. 그의 첫 국가대표팀 경기는 4월 28일에 그라나다에서 진행된 멕시코와의 친선경기였다.
아르헨티나에서 열린 대회 본선에서, 비오스카는 국가대표팀 경기에 두 번 출전해 1골도 허용하지 않았지만, 조별 리그 탈락을 막기에는 역부족이었다.

## 수상
베티스
- 코파 델 레이: 1976–77
- 세군다 디비시온: 1973–74